# Moses Nyeman
Moses Blessing Nyeman (* 5. November 2003) ist ein US-amerikanisch-liberianischer Fußballspieler.

## Karriere
Er begann seine Karriere in der Academy von D.C. United und wurde von hier von Juni bis Oktober 2019 an Loudoun United in die USLC verliehen. Danach ging er in die erste Mannschaft über und wurde direkt bis zum Ende des Jahres wieder zu Loudoun verliehen. Seit der Saison 2020 ist er auch in der MLS aktiv. Sein Debüt hatte er hier am 30. August bei einer 1:4-Niederlage gegen Philadelphia Union, wo er für Julian Gressel eingewechselt wurde.